# Alján
Alxén (oficialmente San Paio de Alxén) es una parroquia del municipio de Salvatierra de Miño, en la provincia de Pontevedra, Galicia, España.

## Límites
Limita con Arantey por el sur, con Salvaterra por el suroeste, con Salceda por el oeste, con Cabreira por el suroeste, por el este con Pesqueiras (Santa Mariña) y con Nogueira por el Norte.

Alxén se encuentra a 32 minutos del centro de Vigo, a 26 minutos del aeropuerto de Peinador, y a 10 minutos de la plataforma logístico-industrial PLISAN de Oleiros(Salvaterra de Miño)-Liñares(As Neves).

## Situación
Debido a está situación estratégica estas tierras son atractivas para usos residenciales. Según el padrón municipal de 2004 tenía 709 habitantes (357 mujeres e 352 hombres), lo que supone una disminución en relación con el año 1999 cuando tenía 753 habitantes.

El actual territorio de la parroquia se amplió tras la anexión en el siglo XVII de la parroquia independiente de Santiago de Grixó.
Distribuidos en 19 barrios (de norte a sur):Pazos Altos, A Fraga do Rei, Rabadáns, O Cotodouro, O Erbideiro, Igrexa, O Pombal, Vesada, A Aldea, Pazos Baixos, O Toucedo, Porto, Gandarachán, Teixugueira, Muíños, Souto, O Ceo, Grixó y As Tercias
La parroquia de Alxén está atravesada por el río Tea, el principal afluente del Miño en su curso bajo. En la zona denominada "O Cordeiro" hay una playa fluvial que cuenta con zonas de sombra con mesas y asaderos. También en "O Cordeiro" se emplaza el campo de slálom de piragüismo del municipio de Salvaterra.
Otros parajes de importancia pueden ser los "penedos das Catro Cruces"; el "penedo da Beiró" o uno de los pinos de mayor tamaño de todo el territorio gallego.

## Patrimonio histórico-artístico
Arquitecturalmente resalta la iglesia, de estilo gótico levantada en el siglo XIX, utilizando los materiales de la anterior que estaba en estado ruinoso.

En el barrio de "O Ceo" se encuentra la capela de Santiago Apóstolo. El barrio de Grixó se encuentra en un hermoso pazo típico gallego del siglo XIX. En la actualidad este pazo y las viñas de su alrededor conforman las bodegas de vino Lusco del Miño.

## Infraestructuras
En cuanto a las infraestructuras culturales y deportivas, Alxén cuenta con dos colegios: uno de educación infantil (de 3 a 5 años) que forma parte de los CRAs (Colegio Rural Adaptado) que hay por todo el ayuntamiento, el de Alxén se llama "Vesada" como el barrio en el que se sitúa; el otro es un colegio de educación primaria (de 6 a 11 años) que se inauguró en el curso 1982/83, al principio se llamaba "Colexio de Alxén" pero, con la visita de escritor Carlos Casares se le cambió el nombre a "CEP Carlos Casares".
Hay un campo de fútbol de tierra donde juegan os equipos de Alxén A e Alxén B en el barrio de Gandarachán, además dispone de un campo de futbito al lado de la casa de cultura. También hay una pista de fútbol sala en el barrio de Ceo, al lado del local social de Grixó.

## Fiestas
El 26 de junio se celebra la fiesta en honor al patrón de la parroquia, San Paio. El segundo fin de semana de agosto tienen lugar las fiestas de mayor importancia y duración, en honor de la Virxe das Dores.
. También, el 25 de julio se celebran las fiestas en honor a Santiago Apóstol en la capilla situada en el barrio del Ceo.

## Galería de imágenes

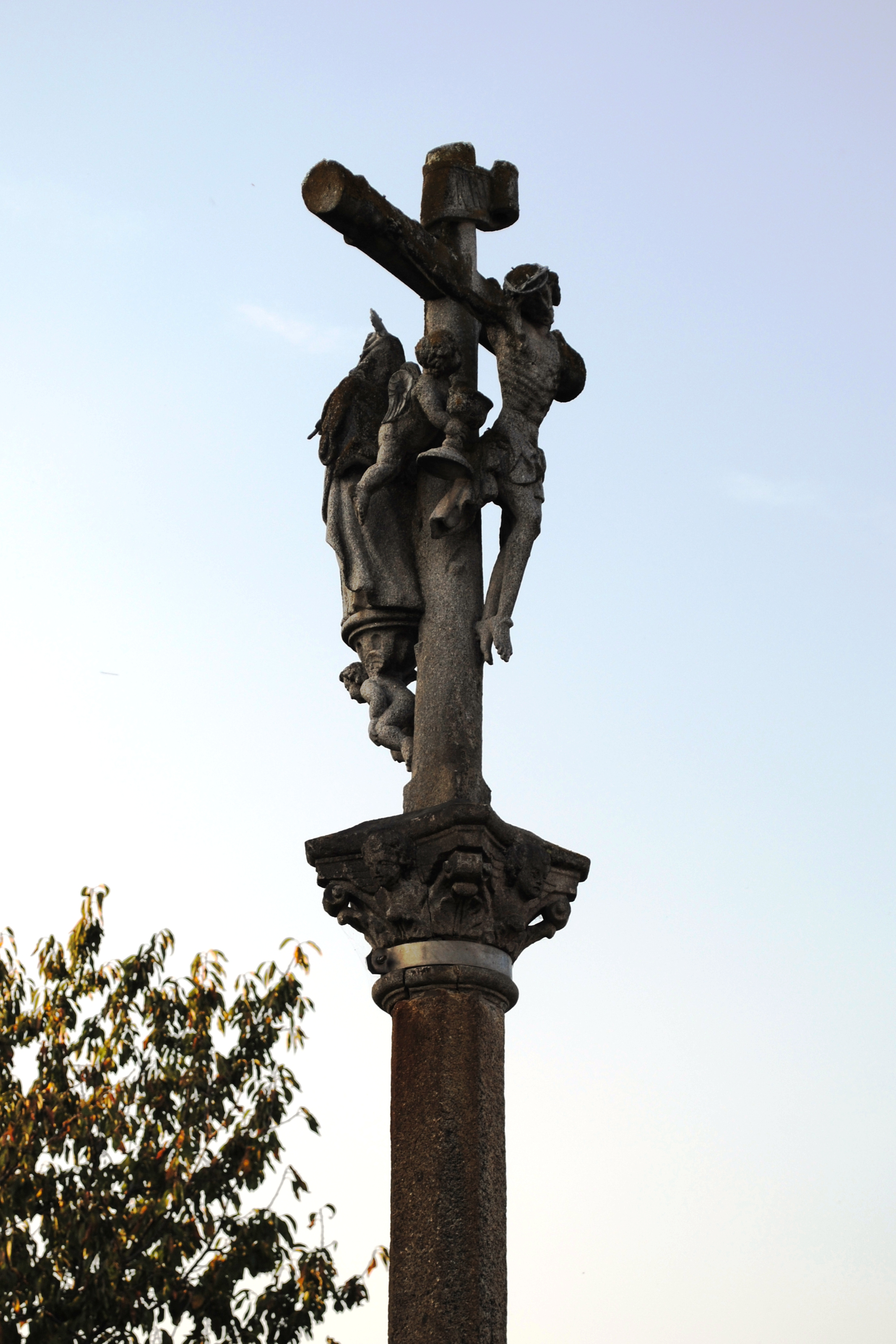